# Tuttilik
Tuttilik ou Tugtilik, également connu sous le nom de Lake Fjord, est un fjord situé dans la municipalité de Sermersooq, dans le Sud-Est du Groenland. Il débouche sur l'océan Atlantique Nord.

## Géographie
Tuttilik est un petit fjord de la côte de la Terre du roi Christian IX situé à l'est du fjord Nigertuluk et au sud du K.J.V. Steenstrup Glacier (en). Il s'étend dans une direction à peu près nord/sud sur environ 7 km. Le bassin à l'intérieur du fjord présente des montagnes escarpées des deux côtés et le terminus du glacier à la tête du fjord forme un mur de glace de 30 m de hauteur. Un fjord affluent de 4 km de long et de même largeur part de la rive ouest du fjord principal à environ 2 km de l'embouchure. Watkins a donné le nom de « Lake Fjord » à l'endroit en référence à un lac de 4 km de long qui se trouve légèrement à l'intérieur des terres.
Au sud, le fjord s'ouvre sur l'océan Atlantique Nord, près du cap Wandel. L'île d'Ailsa se trouve à l'embouchure du fjord, nommé d'après le Ailsa Craig.

## Histoire
Tugtilik signifie probablement « l'endroit où vivent les rennes » (tugto signifie renne en groenlandais). Il est probable qu'il ait été colonisé par des chasseurs inuits depuis des siècles. Il existe des vestiges d'au moins neuf maisons d'hivernage sur les côtés sud et ouest du fjord, mais toutes ont été abandonnées au XXe siècle.
À la suite du succès de son expédition sur la route aérienne de l'Arctique en 1930-1931, Gino Watkins retourne à Tugtilik en 1932 pour poursuivre des travaux d'exploration avec une équipe plus petite. L'un des objectifs de l'expédition est de faire des observations métrologiques autour du lac, le seul endroit de la région où les avions peuvent atterrir sur des skis ou des flotteurs, sans risquer les icebergs et la banquise. Le 20 août 1932, il trouve la mort dans ce fjord après avoir chassé les phoques dans ses eaux. Plus tard dans la journée, son kayak vide est découvert flottant à l'envers par ses compagnons. Son corps n'a jamais été retrouvé.
Un monument à Watkins se dresse sur le promontoire rocheux entre le fjord principal et la branche ouest. Les vestiges de la cabane de chasse de l'expédition (Rejsehus) se trouvent à la pointe de la branche ouest, peu profonde, du fjord.
|  |  |

## Galerie

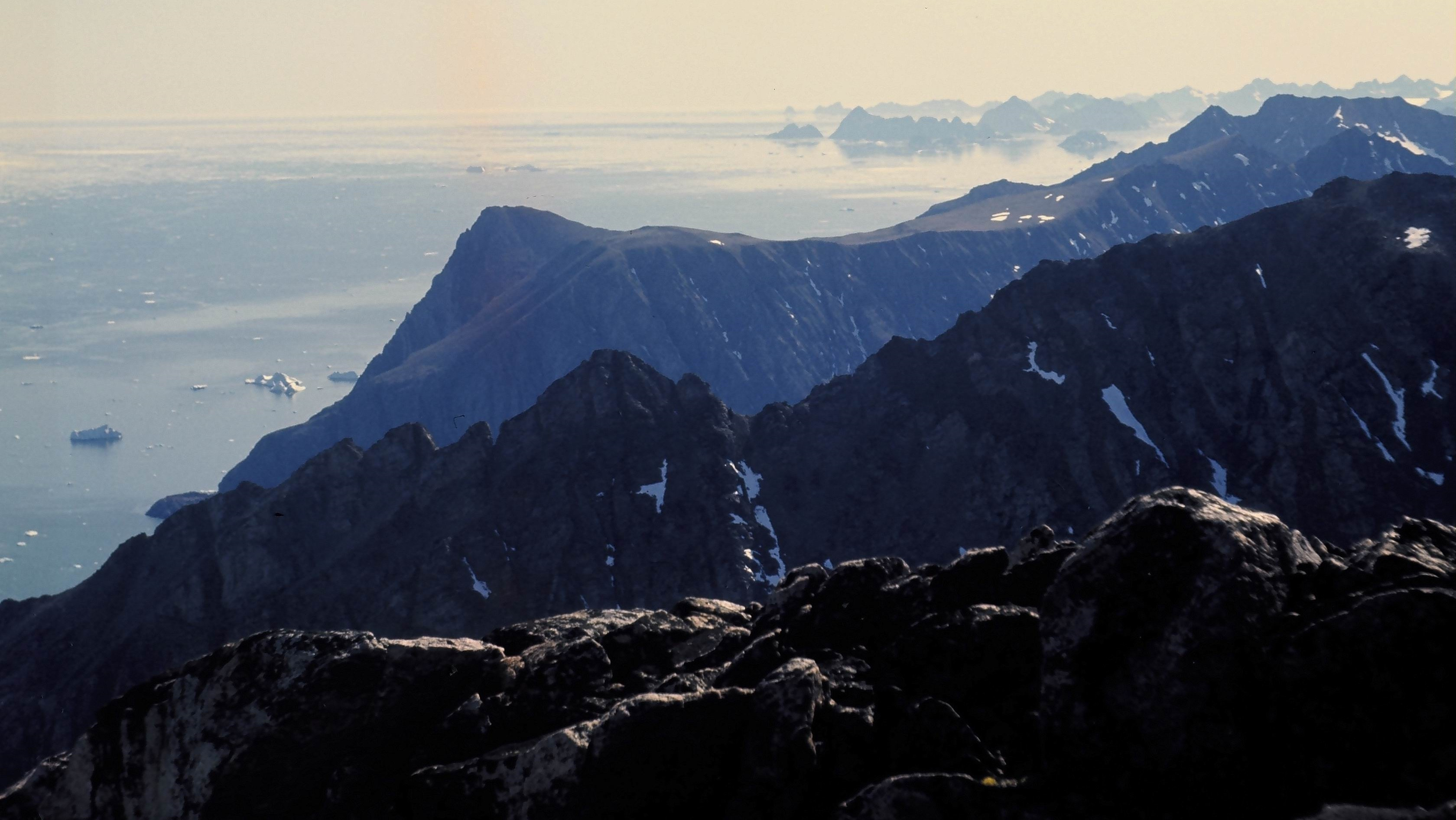
La côte de Blosseville, vue vers le sud depuis Tuttilik
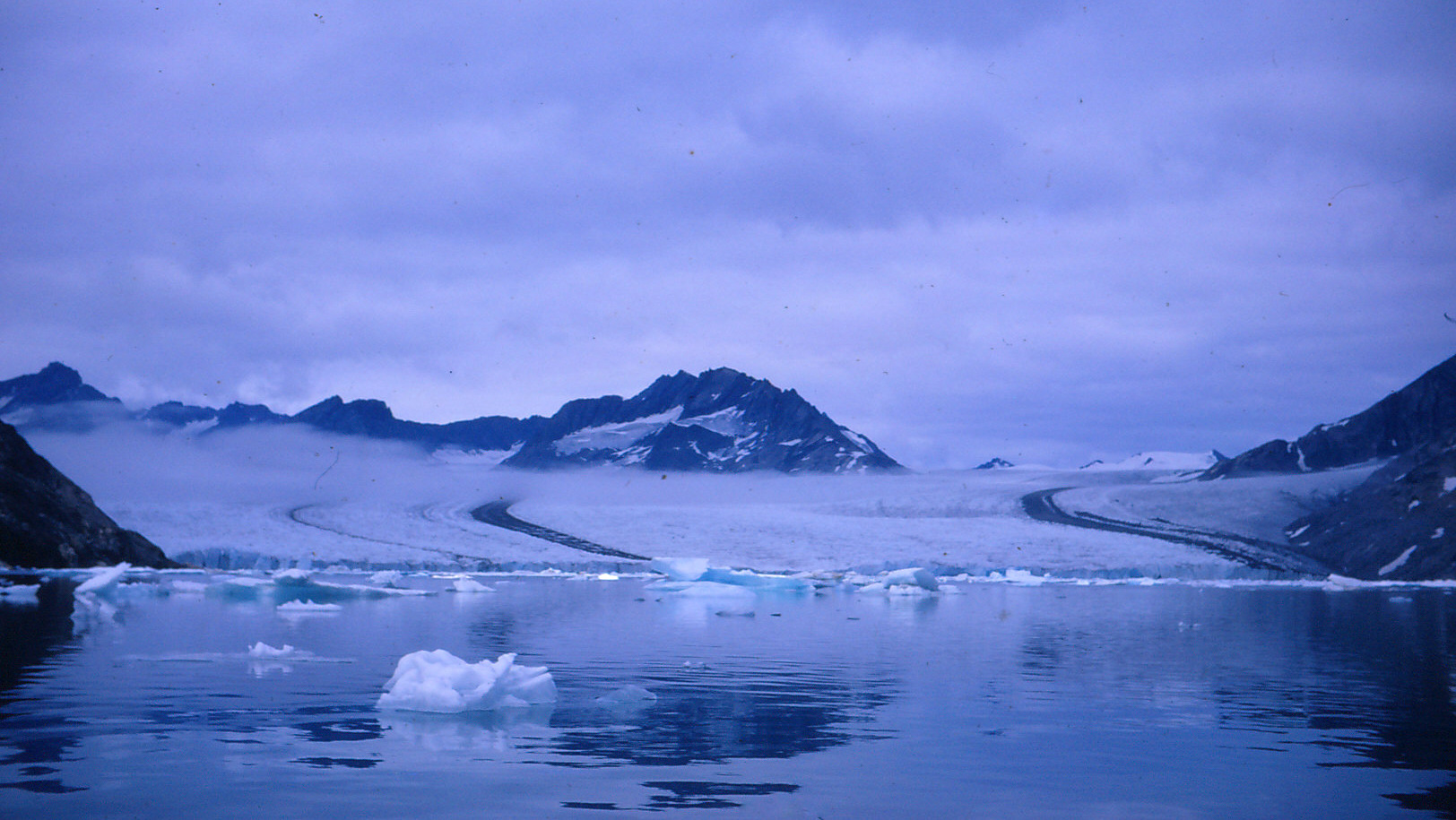
Le fjord et le glacier Tugtilik en 1967
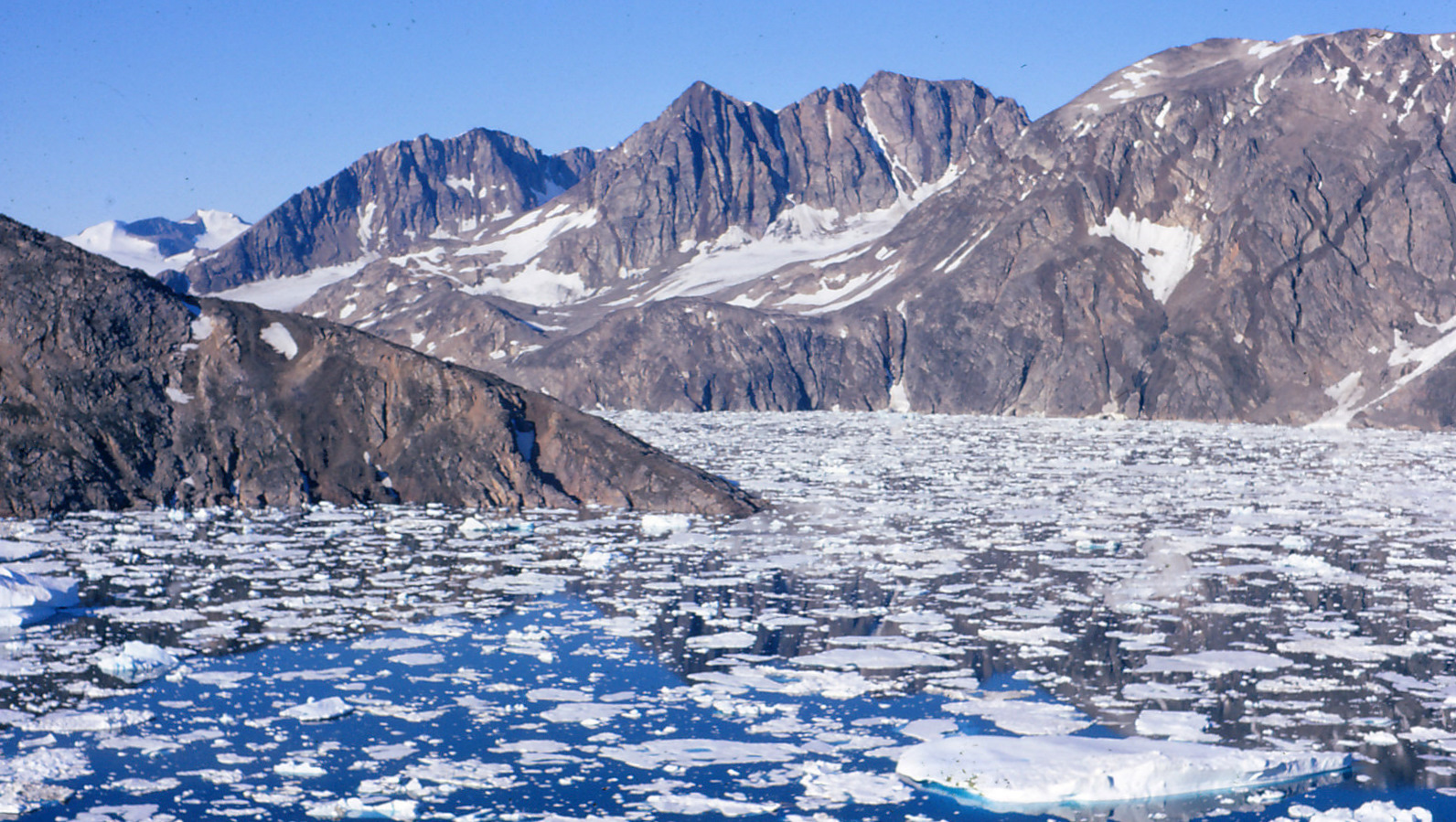
Tuttilik : Le promontoire rocheux abrupt où le fjord se divise est l'endroit où se trouve le mémorial Watkin
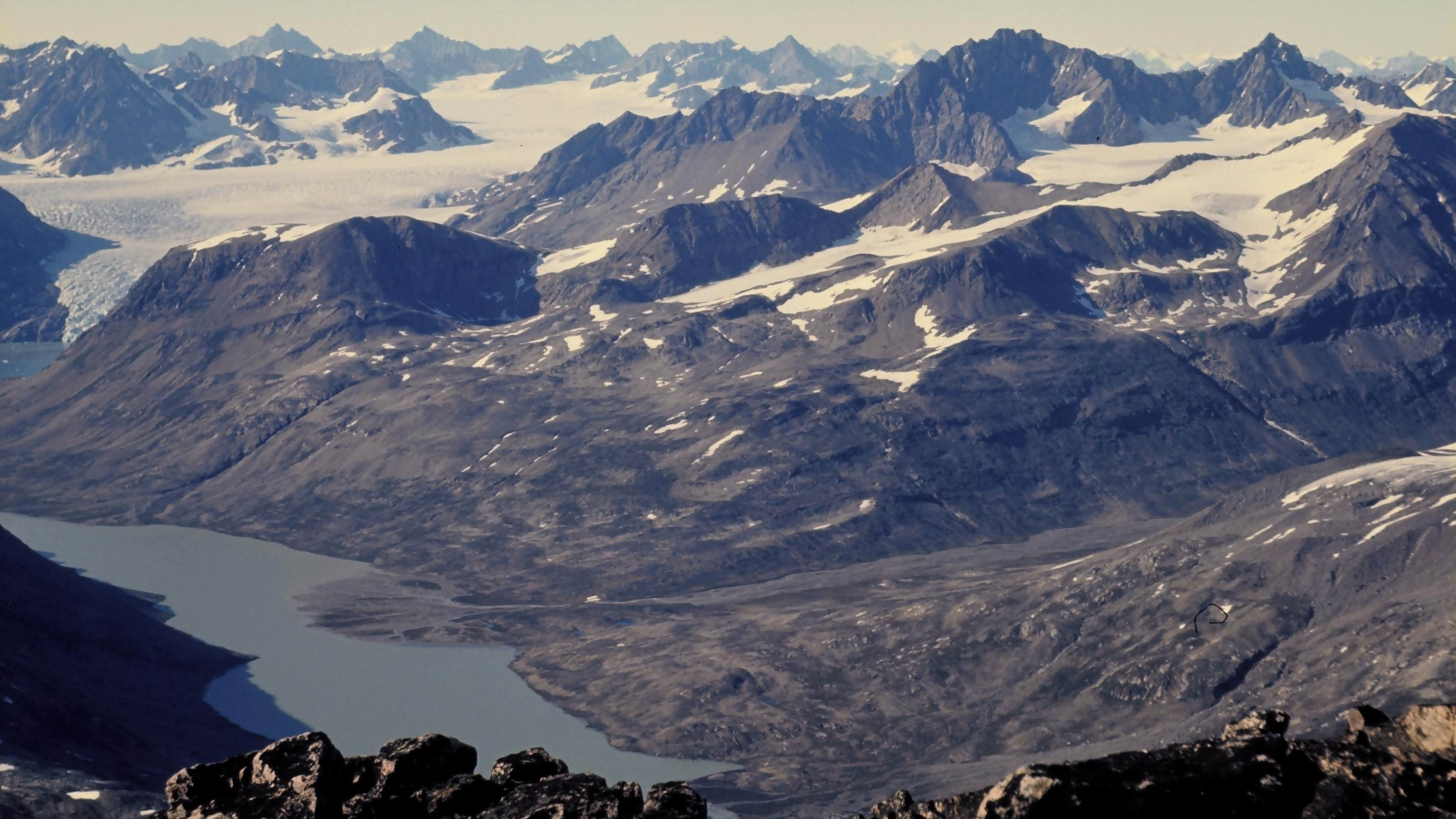
Le lac Tuttilik, avec le glacier Nigertuluk au-delà.
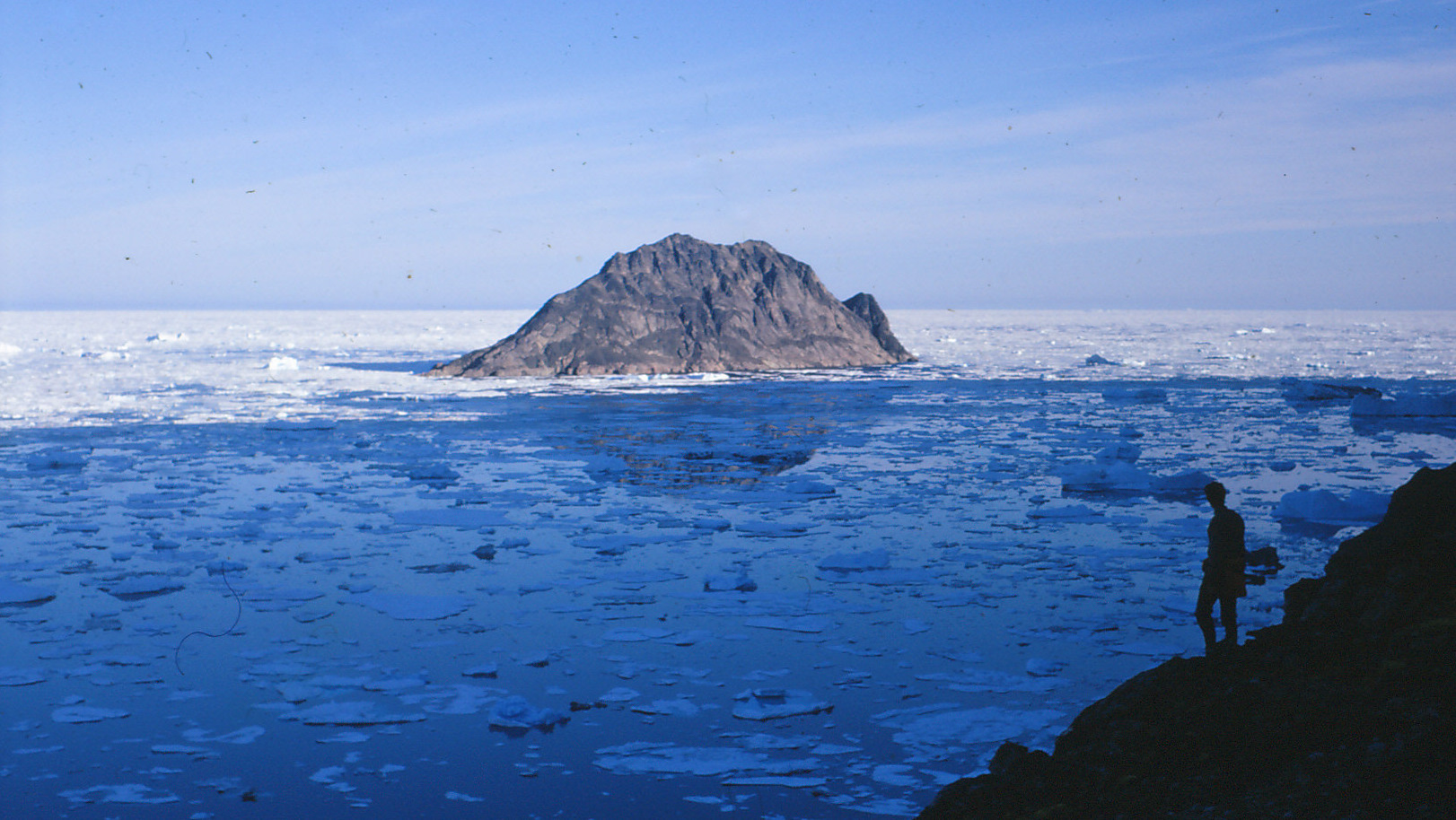
Île d'Ailsa à l'embouchure de Tuttilik, du nom du Ailsa Craig (Firth of Clyde).